# Phyllocnema latipes
Phyllocnema latipes är en skalbaggsart som först beskrevs av Degeer 1778.  Phyllocnema latipes ingår i släktet Phyllocnema och familjen långhorningar.
Artens utbredningsområde är:
- Angola.
- Botswana.
- Lesotho.
- Moçambique.
- Zimbabwe.

Inga underarter finns listade i Catalogue of Life.